# سونا شاهینیان
سونا شاهینیان (ارمنی: Սոնա Շահինյան؛ زادهٔ ۲۱ ژانویهٔ ۱۹۹۲) بازیکن فوتبال اهل ارمنستان است.

## باشگاهی
از باشگاه‌هایی که در آن بازی کرده‌است می‌توان به فورمان و بانانتس اشاره کرد.

## تیم ملی
وی همچنین در تیم ملی فوتبال زنان ارمنستان بازی کرده‌است. شاهینیان نخستین بازی ملی خود در چهارچوب مقدماتی جام جهانی فوتبال زنان ۲۰۱۱ در تاریخ ۲۰ اکتبر ۲۰۰۹ در ایروان در مقابل اسلوونی انجام داده‌است.